# IŻ-56
IŻ-56 (ros. ИЖ-56) – radziecki motocykl klasy 350 cm³ produkowany w latach 1956-1962 w zakładach Iżmasz w Iżewsku.

## Historia
IŻ-56 stanowił następcę modelu IŻ-49, wywodzącego się jeszcze ze zmodernizowanej konstrukcji niemieckiego przedwojennego motocykla DKW NZ-350. Zamiarem konstruktorów było stworzenie nowocześniejszego motocykla, o bardziej technologicznej konstrukcji, pozwalającej na zwiększenie produkcji. Wraz z tym szła także modernizacja oprzyrządowania zakładów w Iżewsku. Ciężką ramę z wytłaczanych profili zastąpiła rama przestrzenna spawana z giętych rur, o nowszej formie. Silnik wywodził się z poprzedniego modelu, lecz zwiększono jego moc przez podniesienie stopnia sprężania, a żeliwny przegrzewający się cylinder zastąpiono aluminiowym, z żeliwną tuleją wewnątrz. Ulepszony gaźnik otrzymał filtr przeciwpyłowy (jego zapylanie było problemem w poprzednim modelu), oraz został nakryty bocznymi osłonami. Łańcuch napędowy został schowany w osłonie przeciwpyłowej. Zmiana biegów była tylko nożna. Przednie zawieszenie z widelcem teleskopowym z hydraulicznymi amortyzatorami oraz kierownicę zachowano z IŻ-49 z niewielkimi zmianami, natomiast z tyłu zastosowano nowocześniejsze zawieszenie na wahaczach ze sprężynami i amortyzatorami hydraulicznymi zaczepionymi do ramy ponad kołem. Pojemnik na narzędzia przeniesiono z niszy w zbiorniku paliwa (zwiększając tym samym jego objętość) do jednej z bocznych osłon pod siedzeniem; pod drugą umieszczono akumulator. Motocykl nadal miał pojedyncze siedzenia, lecz tylne siedzenie dla pasażera było w formie kanapy. Motocykl osiągał prędkość maksymalną ponad 100 km/h.
Projekt motocykla ukończono w 1956 roku i otrzymał oznaczenie IŻ-56. W tym roku skierowano go do produkcji, która do 1958 roku była prowadzona równolegle z IŻ-49. W 1960 IŻ-56 stał się milionowym motocyklem produkcji zakładów Iżmasz. Do zakończenia produkcji w 1962 wyprodukowano 677 428 szt.. Modernizacją konstrukcji IŻ-56 stała się seria IŻ Planeta.
Produkowano także wersję z wózkiem bocznym IŻ-56K (od ros. kolaska), dostarczanym przez Wiatsko-Polanski Zakład Budowy Maszyn (WPMZ) w Wiatskich Polanach. Przez zwiększone przełożenie głównej przekładni, prędkość maksymalna była ograniczona do 70 km/h.
Dodatkowe dane techniczne
średnica cylindra × skok tłoka 72×85 mm